# Gaanderen
Ne doit pas être confondu avec Gandren.
Gaanderen est un village appartenant à la commune néerlandaise de Doetinchem, dans la province de Gueldre. Le 1er janvier 2006, le village comptait 5 633 habitants.

## Histoire
Gaanderen est apparu au XIIe siècle. À l'époque, le village s'appelait Gernere, du nom des dunes qui protégeaient la terre de l'Oude IJssel. Gernere aurait été dérivé des mots gér et laar, qui signifient "rangée de collines pointues". Au XVIIe siècle, l'endroit, qui comptait alors environ 120 habitants et 20 fermes, devint l'un des cinq hameaux de Doetinchem. Cette zone s'appelait «Gander».
À la fin du XVIIIe siècle, une période d'exploitation forestière a commencé pour Gander. De nombreux chênes ont été abattus et ont dû être traités, ce qui a nécessité de nouveaux travailleurs. Beaucoup d'entre eux se sont installés dans la région et c'est ainsi que le village «Gaanderen» a été créé. Administrativement, Gaanderen et plusieurs autres hameaux, ont formé la municipalité de l'Ambt Doetinchem jusqu'à ce que celle-ci fusionne avec la municipalité voisine de Stad Doetinchem dans la municipalité actuelle de Doetinchem.

## Industrie du fer
Dans la région de Gaanderen, beaucoup de fer est présent. Les cours d'eau pouvaient fournir de l'hydroélectricité et il y avait suffisamment de bois pour le charbon nécessaire à la fabrication du fer. Cela a permis à Gaanderen de devenir un village de fer. En 1689, Josias Olmius a fondé la première fonderie de fer néerlandaise sur le Bielheimerbeek, appelée la Rekhemse hut. Des boulets, des balles, des grenades à main et des objets ménagers ont été fabriqués ici. En 1821, la fonderie de fer Vulcaansoord a été fondée sur l'Akkermansbeek, à la frontière avec Terborg, qui est devenue plus tard, une grande entreprise qui offrait du travail à presque tout le village. Mais elle a fait faillite en 1977 en raison d'arnaques et de mauvaise gestion. Au XXe siècle, il y avait encore plus d'industrie métallurgique, avec des entreprises telles que Pelgrim (casseroles, poêles (à gaz), appareils de cuisine), Ferro Techniek (fabrique d'émaux) et Senten (fabrique de petits articles métalliques). Pelgrim a été reprise par son concurrent ATAG dans les années 80 du XXe siècle et après quelques années, l'usine a été délocalisée vers un nouveau site de production à Duiven, provoquant une perte importante pour l'emploi dans le village. Seule Ferro est toujours pleinement opérationnelle aujourd'hui. L'usine Pelgrim abandonnée a été démolie et un projet de logement est en cours de réalisation sur l'immense site vacant.